# Alexandru Săraru

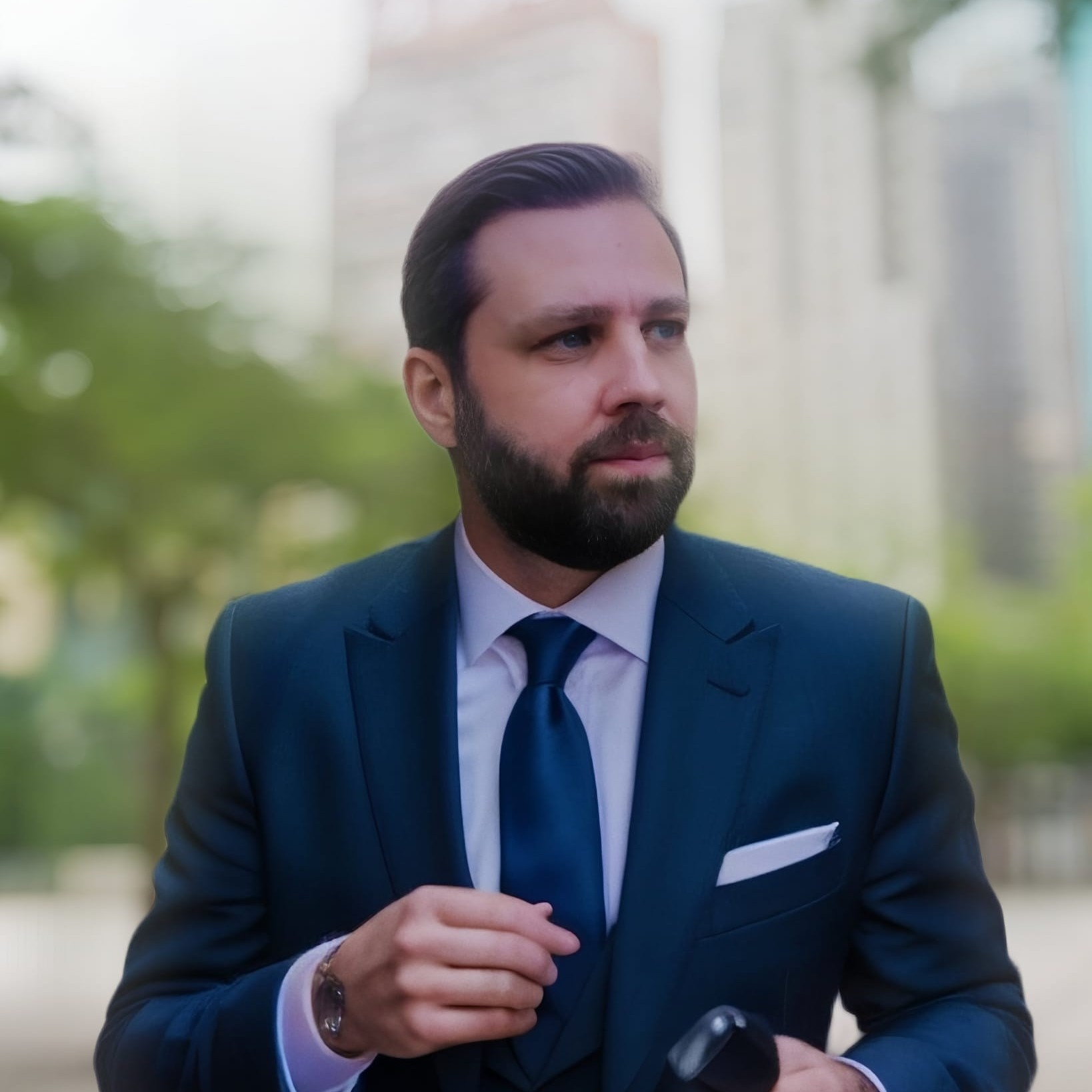
Nume complet: Alexandru Florian Săraru Data nașterii: 28 februarie 1982 Locul nașterii: București, România Naționalitate: Română Părinți: Săraru Liana, Săraru Gheorghe Ocupație: Politician, activist, scriitor Religie: Ortodox Limbi vorbite: Română, Engleză

Alexandru Florian Săraru (n. 28 februarie 1982, București) este un politician român, în prezent viceprimar al municipiului Ploiești și membru al Consiliului Național de Conducere al Alianței pentru Unirea Românilor (AUR). Anterior, a fost președintele filialei AUR Prahova.

## Biografie
Alexandru Săraru s-a născut la 28 februarie 1982 în București. Pe linie maternă are rude din București, iar pe linie paternă are origini în județul Argeș. În prezent, locuiește în Ploiești. Are un mariaj anterior și un copil.
A absolvit Colegiul Economic „Nicolae Kretzulescu” în anul 2000, iar în 2004 a finalizat studiile la Academia de Studii Economice din București, specializarea Management. După absolvire, a predat matematică la o școală particulară și a oferit meditații elevilor.

## Carieră politică
Săraru și-a început activitatea politică la vârsta de 18 ani, activând în Partidul România Mare, fiind atras de valorile patriotice promovate de formațiune. După decesul liderului PRM, Corneliu Vadim Tudor', a părăsit partidul și s-a alăturat Alianței pentru Unirea Românilor (AUR), unde a regăsit principii comune.
În februarie 2025, a fost ales viceprimar al municipiului Ploiești, obținând 20 de voturi din partea consilierilor locali. În această funcție, a atras atenția asupra problemelor din transportul public local, avertizând asupra unei posibile crize în acest sector.

## Activitate literară
Pe lângă cariera sa politică, Alexandru Săraru este și scriitor. A publicat două volume:
- Autodenunț Poetic (2013) – un volum de poezii
- M-am născut cu o secundă mai târziu (2021) – o lucrare de filosofie